# Зюкайка
Зюкайка — посёлок в Пермском крае России. Входит в Верещагинский район (городской округ).

## География
Расположен на берегу реки Лысьвы, в 16 км к северу от железнодорожной станции города Верещагино.

## История
5 февраля 1943 года Зюкайка получила статус посёлка городского типа.
С 1998 года Зюкайка — сельский населённый пункт.
С 2004 до 2019 гг. входил в Зюкайское сельское поселение Верещагинского муниципального района. 

## Население
| 1959  | 1963  | 1970  | 1979  | 1989  | 2002  | 2010  |
| ----- | ----- | ----- | ----- | ----- | ----- | ----- |
| 4153  | ↘4071 | ↗4572 | ↗5087 | ↗5136 | ↘4672 | ↘3984 |
| 2021  |       |       |       |       |       |       |
| ↘3603 |       |       |       |       |       |       |